# Stare Kąty
Stare Kąty – kolonia w Polsce położona w województwie mazowieckim, w powiecie sochaczewskim, w gminie Sochaczew.
W latach 1975–1998 miejscowość należała administracyjnie do województwa skierniewickiego.